# Scottolana rostrata
Scottolana rostrata is een eenoogkreeftjessoort uit de familie van de Canuellidae. De wetenschappelijke naam van de soort is voor het eerst geldig gepubliceerd in 1987 door Wells & Rao.